# 1938 na política

## Eventos
- 3 de Janeiro - Getúlio Vargas cria o programa oficial de rádio, A Voz do Brasil.
- 12 de Março - Tropas nazistas marcham à Austria para anexá-la ao Terceiro Reich
- 25 de Março - As indústrias Krupp, da Alemanha, firmam contrato para fornecimento de grande quantidade de material bélico ao Brasil.
- 11 de Maio - Ataque Integralista ao Palácio Guanabara (na época, residência presidencial do Brasil) no Rio de Janeiro, RJ.
- 28 de Julho a 29 de julho - reunião em Montevidéu, capital do Uruguai, dos chefes de missões diplomáticas alemãs no Brasil, Argentina, Uruguai e Chile para analisar a situação e forma de atuação política da Alemanha Nazista na América do Sul.
- 29 de Setembro - Adolf Hitler, Neville Chamberlain, Edouard Daladier e Benito Mussolini assinam o Acordo de Munique.
- 26 de Novembro - Na Alemanha, Goering dá a Albert Speer o direito de preferência sobre as construções desocupadas pelas expulsões dos Judeus.
- E aberto um processo de devolução do Forte das Cinco Ribeiras, localizado na freguesia das Cinco Ribeiras, concelho de Angra do Heroísmo, ilha Terceira, ao Ministério das Finanças, processo suspenso em 1941 no contexto da Segunda Guerra Mundial, quando foi guarnecido militarmente. O processo de devolução só se efectivou em 1965.

## Nascimentos
| Data           | Nome                          | Profissão                                                                               | Nacionalidade             | Observações       | Ref   |
| -------------- | ----------------------------- | --------------------------------------------------------------------------------------- | ------------------------- | ----------------- | ----- |
| 2 de janeiro   | Goh Kun                       | presidente da Coreia do Sul em 2004 e primeiro-ministro de 1997 a 1998 e de 2003 a 2004 | Coreia do Sul             |                   |       |
| 5 de janeiro   | Rei D. Juan Carlos de Espanha | rei de Espanha desde 1975                                                               | Espanha                   |                   |       |
| 4 de março     | Alpha Condé                   | presidente da Guiné-Conacri desde 2010                                                  | África Ocidental Francesa |                   |       |
| 8 de abril     | Kofi Annan                    | diplomata da República do Gana, 8º secretário-geral da ONU e                            | Reino Unido (Gana)        | Nobel da Paz 2001 | [ 1 ] |
| 9 de setembro  | Andrzej Smirnow               | político                                                                                | Polónia                   |                   |       |
| 9 de outubro   | Heinz Fischer                 | é um político austríaco e presidente da Áustria desde 2004                              | Áustria                   |                   | [ 2 ] |
| 21 de outubro  | Inocêncio de Oliveira         | político                                                                                | Brasil                    |                   |       |
| 5 de novembro  | Enéas Carneiro                | político                                                                                | Brasil                    | m. 2007           |       |
| 28 de novembro | Tarcísio de Miranda Burity    | intelectual escritor, político e professor universitário                                | Brasil                    | m. 2003           |       |
| ??             | Taha Yassin Ramadan           | vice-presidente do Iraque durante o regime de Saddam Hussein                            | Iraque                    | m. 2007           |       |

## Mortes

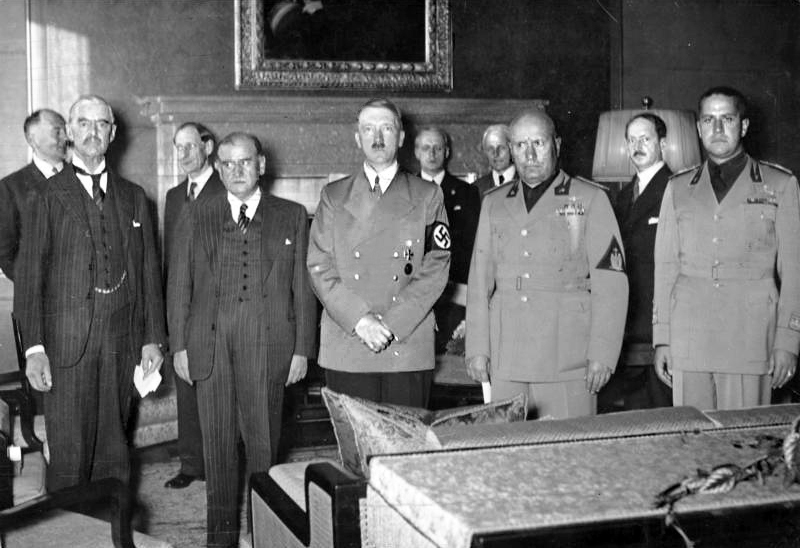
Assinatura do Acordo de Munique

| Data           | Nome                     | Profissão                                                                                   | Nacionalidade   | Observações | Ref |
| -------------- | ------------------------ | ------------------------------------------------------------------------------------------- | --------------- | ----------- | --- |
| 5 de março     | Constantino José Cardoso | Constantino José Cardoso                                                                    | Portugal        | n. 1864     |     |
| 13 de março    | Nikolai Bukharin         | político                                                                                    | União Soviética | n. 1888     |     |
| 7 de maio      | Octavian Goga            | poeta, dramaturgo, jornalista, tradutor e político                                          | Roménia         | n. 1881     |     |
| 4 de outubro   | José Luis Tejada Sorzano | presidente da Bolívia de 1934 a 1936                                                        | Bolívia         | n. 1882     |     |
| 10 de novembro | Kemal Atatürk            | militar, presidente da Turquia de 1923 a 1938 e primeiro-ministro da Turquia de 1920 a 1921 | Turquia         | n. 1881     |     |